# 热利科·弗拉努洛维奇
热利科·弗拉努洛维奇（1947年6月13日—），生于科尔丘拉，克罗地亚男子网球运动员，1969年成为职业选手。他曾获得1970年法国网球公开赛男子单打亚军。他于1980年退役。